# Aeroportul Amsterdam Schiphol
Aeroportul Amsterdam Schiphol sau Luchthaven Schiphol (IATA: AMS, ICAO: EHAM) este cel mai mare aeroport din Țările de Jos. Situat în comuna Haarlemmermeer, Olanda de Nord (Noord-Holland), la aproximativ 10 km sud-vest de Amsterdam, Schiphol este și unul din principalele aeroporturi ale Europei, principalii săi competitori fiind: Aeroportul Internațional Heathrow (Londra, Regatul Unit), Aeroportul Internațional Frankfurt (Frankfurt am Main, Germania) și Aeroportul Internațional Charles de Gaulle (Roissy-en-France, Franța).
Schipol este bază de operare pentru KLM, Martinair și , precum și punct de transfer (engleză hub) pentru compania americană Northwest Airlines.

## Descriere generală
Schiphol are cinci piste, plus una dedicată aviației generale (aviației utilitare).

### Particularitate
Aeroportul Schiphol este situat la o altitudine de 3,9 metri sub nivelul mării, acest lucru face ca Aeroportul Schiphol să fie aeroportul internațional aflat la cea mai joasă altitudine.

## Destinații
La momentul actual (sept 2024) următoarele aeroporturi din România au legătruri directe cu acest aeroport:  București

## Acces

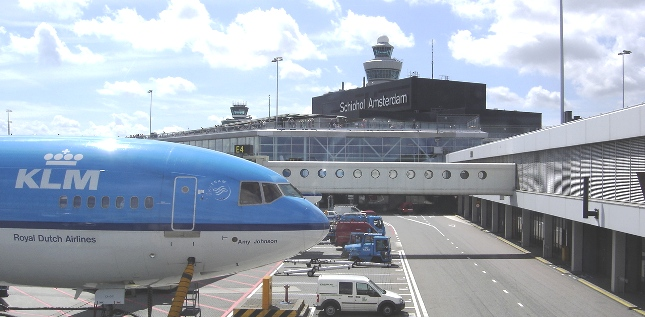

Aeroportul este accesibil cu tren, autobuz și mașină.  Sub aeroport se află Gara Schiphol, iar pe șosea, Aeroportul Schiphol este situat pe autostrăzile A4 și A9.

### Transport feroviar
Nederlandse Spoorwegen (NS), o companie feroviară neerlandeză, deservește gara principală, de unde se poate ajunge ușor și ieftin la Amsterdam, Haga, Utrecht, Rotterdam, Eindhoven. De asemenea, la această stație opresc trenurile internaționale, cu care se poate ajunge la Anvers, Bruxelles și Paris. Deutsche Bahn operează trenul Schiphol-Berlin, care circulă de 6 ori pe zi, călătoria durând aproximativ 6,5 ore.

### Transport cu autobuzul
Aeroportul din Amsterdam Schiphol este de asemenea ușor accesibil cu autobuzul, deoarece numeroase autobuze încep sau termină ruta sa la stația de autobuz aflată în fața clădirii terminalelor.
| Destinația                                 | Numărul autobuzului                                         |
| ------------------------------------------ | ----------------------------------------------------------- |
| Aalsmeer                                   | 342, autobuz de noapte N42                                  |
| Alphen aan den Rijn                        | 370                                                         |
| Amstelveen                                 | 186, 199, 300, autobuz de noapte N30                        |
| Amsterdam, Leidseplein/city centre         | 397, autobuz de noapte N97 "Amsterdam Airport Express"      |
| Amsterdam, Osdorp                          | 69, 194, 195, autobuz de noapte N95                         |
| Amsterdam, Slotervaart                     | 69                                                          |
| Amsterdam, Amsterdam–Zuid și Buitenveldert | 341                                                         |
| Amsterdam Bijlmer Arena                    | 300, autobuz de noapte N30                                  |
| Haarlem                                    | 300, autobuz de noapte N30                                  |
| Hoofddorp                                  | 300, 397, 341, autobuz de noapte N30, autobuz de noapte N97 |
| IJmuiden                                   | autobuz de noapte N30                                       |
| Keukenhof Gardens                          | 858 (sezonier)                                              |
| Lisse                                      | 361                                                         |
| Leiden                                     | 365                                                         |
| Leimuiden                                  | 370                                                         |
| Nieuw-Vennep                               | 397, autobuz de noapte N97 "Amsterdam Airport Express"      |
| Ouderkerk aan de Amstel                    | 300, autobuz de noapte N30                                  |
| Sassenheim                                 | 361                                                         |
| Schiphol                                   | 180, 181, 185, 186, 187, 190, 191, 193, 194, 195, 198, 199  |
| Uithoorn                                   | 342, autobuz de noapte N42                                  |
| Vijfhuizen                                 | 300, autobuz de noapte N30                                  |
| Zoetermeer                                 | 365                                                         |

Compania taiwaneză EVA Air oferă servicii de transport cu autobuz privat de la Schiphol spre Belgia pentru clienții săi belgieni. Ruta, care pleacă de la și ajunge la stația de autobuz C11, se îndreaptă spre Sint-Gillis, Bruxelles (lângă gara feroviară Bruxelles-Sud (Midi)) și Berchem, Antwerp (lângă stația de autobuze din Antwerp-Berchem). Serviciul este cooperat cu Reizen Lauwers NV.